# Georg Septimus Andreas von Praun
Georg Septimus Andreas von Praun (* 4. August 1701 in Wien; † 30. April 1786 in Braunschweig) war ein deutscher Staatsmann, Archivar, Bibliothekar, Historiker und Numismatiker.

## Leben

### Jugend und Ausbildung
Er war der älteste Sohn des Juristen und kaiserlichen Rats Tobias Sebastian von Praun († 1710) und dessen Ehefrau Anna Marie, geb. von Fabrice († 1737). Nach dem frühen Tod des Vaters siedelte er mit seiner Mutter und fünf Geschwistern nach Regensburg und später nach Weißenburg in Bayern über. Von Praun studierte seit 1721 Rechtswissenschaft und Geschichte an der Universität Altdorf. Zu seinen akademischen Lehrern zählte der Historiker und Numismatiker Johann David Köhler. Bereits im August 1723 verließ er Altdorf und setzte seine Ausbildung durch eine größere Reise über Straßburg nach Paris fort. Nach seiner Rückkehr trat er im April 1725 als Regierungsassessor in die Dienste des Fürsten Albrecht Ernst II. von Oettingen-Oettingen. Die Verwandtschaft dieses Fürsten mit Herzog Ludwig Rudolf von Braunschweig-Wolfenbüttel, dessen Ehefrau Christine Luise die Schwester Albrecht Ernsts war, führte von Praun Anfang 1727 nach Blankenburg. Am Blankenburger Hof wurde er von Herzog Ludwig Rudolf zum Kammerjunker und 1728 zum Wirklichen Hofrat in der Kanzlei ernannt. Er erhielt die Oberaufsicht über die fürstliche Bibliothek, die er neu ordnete und katalogisierte.

### Tätigkeit in Wolfenbüttel und Braunschweig
Nach dem Tod Herzog August Wilhelms 1731 fiel dem jüngeren Bruder Herzog Ludwig Rudolf die Regierung des gesamten Fürstentums Braunschweig-Wolfenbüttel zu. Von Praun wechselte in die Residenzstadt Wolfenbüttel, wo er Mitte 1731 Assessor beim Hofgericht und Beamter in der Kanzlei wurde. Im April 1736 wurde er zum Geheimen Justizrat und im Januar 1749 zum Vizekanzler ernannt. Seit November 1746 war er für die Neuordnung sämtlicher Archive des Landes verantwortlich, darunter das Hauptarchiv, das heutige Staatsarchiv Wolfenbüttel, und in der Nachfolge Anton Ulrich von Eraths das Stadtarchiv Braunschweig. Von Praun setzte sich für die Sicherung, Ordnung und Nutzbarmachung der Archivalien des Landes ein. Im November 1751 wurde ihm auch die Oberaufsicht über die herzogliche Bibliothek, die heutige Herzog August Bibliothek, übertragen. Als Herzog Karl I. 1751 die Obervormundschaft über den Erbstatthalter Wilhelm V. von Holland zufiel, musste von Praun auch diese bis 1766 andauernden Geschäfte, zeitweise in Dillenburg, führen. Daneben wurde ihm 1758 die Führung der Weimar’schen Obervormundschaft nach dem Tod des Herzogs Ernst August II. Constantin, der zwei Söhne und eine noch unmündige Witwe, die Herzogin Anna Amalia, Tochter Herzog Karls I. von Braunschweig, zurückließ, übertragen.
Im Jahre 1761 wurde Wolfenbüttel während des Siebenjährigen Krieges von französischen Truppen erobert. Von Praun gelangte bis Juli 1764 in französische Geiselhaft, die er in Göttingen, Rheinfels und Metz verbrachte. Er nutzte die Haftzeit zu literarischen Arbeiten. Im Januar 1765 wurde er zum Wirklichen Geheimen Rat, Kanzlei- und Konsistorialpräsidenten ernannt. Am 7. Mai 1770 führte er Gotthold Ephraim Lessing als Bibliothekar der herzoglichen Bibliothek ein, wobei es offenbar zu keiner näheren Beziehung zwischen beiden gekommen ist. Nach dem Tod Schraders von Schliestedt wurde er am 23. Juli 1773 an seiner Stelle zum ersten Minister und zugleich zum Präsidenten des Kriegskollegiums ernannt. Er wechselte seinen Wohnsitz in die neue Residenzstadt Braunschweig. Ein Abschiedsgesuch des hochbetagten von Praun im Jahre 1783 wurde vom regierenden Herzog Karl Wilhelm Ferdinand abgelehnt, jedoch wurden ihm Erleichterungen gewährt. Von Praun starb am 30. April 1786 im Alter von 85 Jahren in Braunschweig und wurde am 5. Mai im Braunschweiger Dom bestattet.

### Familie
Von Praun war zweimal verheiratet. Mit seiner ersten Ehefrau Friederike Luise, geb. von Brandenstein († 1745) hatte er acht Söhne und vier Töchter. Er heiratete 1746 deren Schwester Dorothea Marie Anna Eleonore von Brandenstein († 1791), aus welcher Ehe zwei Töchter hervorgingen. Nur zwei Söhne überlebten den Vater, der spätere Geheimrat Carl von Praun und der nachmalige Oberforstmeister August Ernst von Praun († 1806). Die Familie von Praun war bis 1962 in Braunschweig ansässig.

## Schriften (Auswahl)
Von Praun war vielseitig interessiert, wobei sein Schwerpunkt auf der Erforschung der braunschweigischen Geschichte und Landesverfassung lag. Wenige seiner Arbeiten wurden gedruckt; zahlreiche seiner Handschriften befinden sich im Staatsarchiv Wolfenbüttel. Er führte Tagebücher über das Hofleben in Blankenburg und über seine französische Geiselhaft.
- Anmerkungen von den Sigillis Pedestribus, welche nicht weniger, als die Sigilla Equestria, nur von Personen vom hohen Stande oder Adel allein gefüret werden können.
- Bibliotheca Brunsvico-Luneburgensis scriptores rerum Brunsvico-Luneburgensium justo materiarum ordine dispositos exhibens. 1744.
- Gründliche Nachricht von dem teutschen Münzwesen.
- Neueste vaterländische Literatur.
- Vollständiges Braunschweigisches-Lüneburgisches Siegel-Cabinet. 2. Ausg., 1789. (digitale-sammlungen.de)